# Cantó de Lamotte-Beuvron
El cantó de Lamotte-Beuvron és un cantó francès del departament de Loir i Cher, situat al districte de Romorantin-Lanthenay. Té 7 municipis i el cap és Lamotte-Beuvron.

## Municipis
- Chaon
- Chaumont-sur-Tharonne
- Lamotte-Beuvron
- Nouan-le-Fuzelier
- Souvigny-en-Sologne
- Vouzon
- Yvoy-le-Marron

## Història
| Data d'elecció                           | Identitat              | Partit              | Qualitat |
| ---------------------------------------- | ---------------------- | ------------------- | -------- |
| 1945-1962                                | M. Garnier             | Divers droite       |          |
| 1962-1970                                | Mme Garnier            | Sense etiqueta      |          |
| 1970-1979                                | Étienne Schricke       | gaullista de dretes |          |
| 1979-                                    | Patrice Martin-Lalande | RPR, després UMP    |          |
| les dades anteriors no són pas conegudes |                        |                     |          |
|                                          |                        |                     |          |

## Demografia
| A partir de 1990: Població sense dobles comptes |